# Aardonyx
Aardonyx é um género de dinossauro do clado Anchisauria do Jurássico Inferior da África do Sul e na Antártida. Sua espécie-tipo é denominada Aardonyx celestae. Seus restos fósseis foram encontrados na formação Elliot por paleontólogos da Universidade de Witwatersrand, de Joanesburgo. Aardonyx além de ser grande conseguia erguer-se com os membros posteriores, o que facilitava a coleta de folhas da copa das árvores mais altas.